# 多布森 (亞利桑那州)
多布森（英語：Dobson）是位於美國亞利桑那州皮馬縣的一個非建制地區。該地的面積和人口皆未知。

## 地理
多布森的座標為32°28′24″N 111°17′32″W / 32.47333°N 111.29222°W，而該地的平均海拔高度為583米（即1913英尺）。